# Kees Kok (politicus)
Kees Kok (Gouda, 1 december 1949) is een Nederlands politicus. Vanaf 2 oktober 2012 was hij bijna zeven jaar lid van de Eerste Kamer der Staten-Generaal namens de Partij voor de Vrijheid (PVV). Sinds 13 januari 2022 komt hij uit namens JA21.

## Biografie
Na het gymnasium studeerde Kok rechten (Nederlands en notarieel) aan de Universiteit Utrecht. Daarna was hij onder meer werkzaam als kandidaat-notaris en bij het ministerie van Financiën en het ABP.
Sinds 24 maart 2011 is hij lid van de Provinciale Staten van Flevoland en van 2 oktober 2012 tot 11 juni 2019 combineerde hij die functie met het lidmaatschap van de Eerste Kamer. Doordat Machiel de Graaf en Reinette Klever in 2012 verkozen werden tot de Tweede Kamer verloren zij bij hun beëdiging van rechtswege hun lidmaatschap van de Eerste Kamer en viel aan Kok daarom een zetel toe. Op 17 december 2012 hield Kok zijn maidenspeech bij het debat over de wet herziening export kinderbijslag.

## Persoonlijk
Kok is getrouwd en heeft een zoon en een dochter.
- Parlement.com: vj36a8ovmxv9